# Acrapex stictisema
Acrapex stictisema là một loài bướm đêm trong họ Noctuidae.